# Портидж (окръг, Уисконсин)
Окръг Портидж (на английски: Portage County) е окръг в щата Уисконсин, Съединени американски щати. Площта му е 2132 km², а населението - 70 377 души (1 април 2020). Административен център е град Стивънс Пойнт.